# Osona
Osona is een comarca van de Spaanse autonome regio Catalonië. Het is onderdeel van de provincies Barcelona en Girona. In 2005 telde Osona 138.630 inwoners op een oppervlakte van 1260,12 km². De hoofdstad van de comarca is Vic.
Osona staat bekend om zijn Fuet worst.

## Gemeenten
| Gemeente                 | Inwoners | Gemeente                   | Inwoners | Gemeente                  | Inwoners |
| ------------------------ | -------- | -------------------------- | -------- | ------------------------- | -------- |
| Alpens                   | 288      | Balenyà                    | 3421     | El Brull                  | 202      |
| Calldetenes              | 2183     | Centelles                  | 6493     | Collsuspina               | 306      |
| Espinelves               | 193      | L'Esquirol                 | 2200     | Folgueroles               | 1905     |
| Gurb                     | 2189     | Lluçà                      | 249      | Malla                     | 258      |
| Manlleu                  | 19.488   | Les Masies de Roda         | 719      | Les Masies de Voltregà    | 3067     |
| Montesquiu               | 858      | Muntanyola                 | 427      | Olost                     | 1193     |
| Orís                     | 278      | Oristà                     | 601      | Perafita                  | 378      |
| Prats de Lluçanès        | 2691     | Roda de Ter                | 5450     | Rupit i Pruit             | 345      |
| Sant Agustí de Lluçanès  | 111      | Sant Bartomeu del Grau     | 1032     | Sant Boi de Lluçanès      | 569      |
| Sant Hipòlit de Voltregà | 3222     | Sant Julià de Vilatorta    | 2729     | Sant Martí d'Albars       | 116      |
| Sant Martí de Centelles  | 898      | Sant Pere de Torelló       | 2265     | Sant Quirze de Besora     | 2007     |
| Sant Sadurní d'Osormort  | 82       | Sant Vicenç de Torelló     | 1927     | Santa Cecília de Voltregà | 206      |
| Santa Eugènia de Berga   | 2046     | Santa Eulàlia de Riuprimer | 885      | Santa Maria de Besora     | 187      |
| Seva                     | 2956     | Sobremunt                  | 92       | Sora                      | 213      |
| Taradell                 | 5613     | Tavèrnoles                 | 301      | Tavertet                  | 151      |
| Tona                     | 7030     | Torelló                    | 13.008   | Vic                       | 37.825   |
| Vidrà                    | 172      | Viladrau                   | 982      | Vilanova de Sau           | 330      |